# Squadron (série télévisée)
Pour les articles homonymes, voir Squadron.
Squadron est une série télévisée britannique en dix épisodes de 50 minutes créée par Peter May, Alastair Balfour et Joe Waters, diffusée du 19 octobre au 21 décembre 1982 sur la BBC.
Cette série est inédite dans tous les pays francophones.

## Histoire
La série raconte les aventures fictives de l'Escadron 370 de Déploiement Rapide de la Royal Air Force. La série utilise un mélange d'avions opérationnels de la Royal Air Force, dont le Harrier GR Mk 3, le Lockheed C-130 Hercules, le Puma HC Mk 1 et dans le premier épisode, le Phantom FGR Mk 2 (en).

## Distribution
- Michael Culver : Group Captain James Christie
- Malcolm Stoddard : Wing Commander Peter Tyson
- Alan Hunter : Squadron Leader Mike Fairchild
- Derek Anders : Squadron Leader Dave Grayson
- Richard Simpson : Group Captain Harry Hall
- Carl Rigg : Squadron Leader Clive Adams
- Catriona MacColl : Flight Lieutenant Dr Susan Young